# جورج روبسون (لاعب اتحاد الرغبي)
جورج روبسون (بالإنجليزية: George Robson)‏ هو لاعب اتحاد الرغبي بريطاني، ولد في 4 نوفمبر 1985 في ستوربريدج في المملكة المتحدة.

## وصلات خارجية
- جورج روبسون على موقع دوري الرغبي الممتاز (الإنجليزية)
- جورج روبسون عل موقع إسبنسكروم (الإنجليزية)
- جورج روبسون على موقع ItsRugby.co.uk (الإنجليزية)